# Guarantã do Norte
Guarantã do Norte är en kommun i Brasilien.   Den ligger i delstaten Mato Grosso, i den centrala delen av landet, 1 000 km nordväst om huvudstaden Brasília. Antalet invånare är 32 150.
Omgivningarna runt Guarantã do Norte är huvudsakligen savann. Runt Guarantã do Norte är det mycket glesbefolkat, med 6 invånare per kvadratkilometer.